# 普雷戈內羅
08°01′22″N 71°45′53″W / 8.02278°N 71.76472°W
普雷戈內羅是委內瑞拉的城鎮，由塔奇拉州負責管轄，位於該國西北部，始建於1727年，海拔高度1,327米，受熱帶乾濕季氣候影響，每年平均降雨量約1,400毫米。

## 外部連結
- "Pregonero, Venezuela" （页面存档备份，存于） Falling Rain Genomics, Inc.
- "Pregonero: Capital del Municipio Uribante", photographs and statistics in Spanish